# Hunga guillauminii
Hunga guillauminii är en tvåhjärtbladig växtart som beskrevs av Ghillean `Iain' Tolmie Prance. Hunga guillauminii ingår i släktet Hunga och familjen Chrysobalanaceae. IUCN kategoriserar arten globalt som sårbar. Inga underarter finns listade i Catalogue of Life.